# (384) Бурдигала
(384) Бурдигала (лат. Burdigala) — небольшой астероид главного пояса, принадлежащий к светлому спектральному классу S. Он был открыт 11 февраля 1894 года французским астрономом Фернаном Курти в обсерватории Бордо и назван в честь латинского названия города Бордо, вблизи которого расположена обсерватория. Это был первый из двух открытых им астероидов.

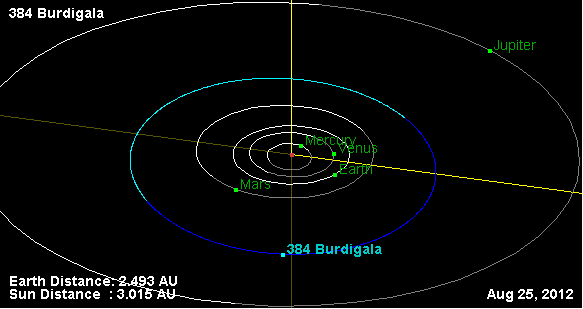
Орбита астероида Бургундия и его положение в Солнечной системе